# Baltic Duo - Klezmer project
 (avril 2020).
 (octobre 2021).
Le Baltic Duo a été constitué en 2015 par la violoniste Mariana Myslitska et l'accordéoniste Maciej Kacprzak. Le duo s'est formé dans le cadre de leur « Klezmer Project » qui comprend des œuvres connues de la musique juive et des Balkans. Cette prestation donne lieu à quelques représentations annuelles en Pologne,.

## Composition du groupe
Les deux musiciens sont de formation musique classique, jouent dans des formations classiques, tous deux plusieurs fois primés dans ce cadre. Ces deux musiciens mettent en commun leur jeu pour développer leurs orientations musicales vers, aussi bien la musique des Balkans que la musique klezmer, le tango argentin, la musique française et polonaise d’entre les deux-guerres. 
- Mariana Myslitska[4], d'origine ukrainienne, installée à Gdańsk, est violoniste classique[5], joue en solo, dans des orchestres de chambre ou des formations classiques. Son autre projet est "Słowiańska dusza" (L'âme slave).

- Maciej Kacprzak[6], né en 1993, accordéoniste classique, s'établit à Gdańsk. Il prend part à la réalisation du disque "Study of Contemporary Accordion Music"[7].